# Алкиной (царь феаков)
Алкиной (др.-греч. Ἀλκίνοος) — в древнегреческой мифологии царь народа богатых мореходов феаков, живших на острове Схерии. Внук Посейдона и сын Навсифоя (у Диодора сын Феака). Упоминается в «Одиссее». От своей жены Ареты, дочери его брата Рексенора (то есть своей племянницы), он имел пять сыновей и дочь Навсикаю.
По рассказу Аполлония Родосского, аргонавты были приняты гостеприимно Алкиноем, когда они, возвращаясь из Колхиды, высадились на его острове. Когда по совету Ареты Ясон поспешил с женитьбой на Медее, Алкиной защищает их от преследований колхидцев.
Когда потерпевший на пути с острова Калипсо кораблекрушение Одиссей высадился на Схерии, то Навсикая ввела его в роскошный, окружённый прекрасными садами дворец Алкиноя, который в честь гостя устроил блестящее торжество; во время пира Одиссей рассказывает о своих злоключениях, и затем Алкиной, богато одарив его, отпускает на родину.
На острове Керкире (Корфу), который древние отождествляли с Схерией, существовал культ героя Алкиноя. Известно, что в царстве Алкиноя происходило действие пьес Софокла «Феаки» и «Навсикая, или Прачки».